# 徐曼
徐曼（1940年—），原名徐乃文，女，山东掖县人，中国播音员，长期担任中央人民广播电台对台湾广播工作，曾任中华全国新闻工作者协会主席团委员。